# Черкаська центральна міська бібліотека імені Лесі Українки
Черка́ська центральна міська бібліотека імені Лесі Українки — одна із бібліотек міста Черкаси, є центральною у всій бібліотечній системі міста, Бібліотека сімейного читання.

## Структура
Централізована бібліотечна система міста має 11 філій.
| № | Адреса                     | Завідувачка                    |
| - | -------------------------- | ------------------------------ |
| 2 | вул. В.Чорновола, 142а     | Славінська Світлана Олексіївна |
| 3 | вул. Вернигори, 19         | Орленко Оксана Олександрівна   |
| 4 | вул. Гоголя, 555           | Козій Віра Іванівна            |
| 5 | вул. Героїв Дніпра, 53     | Черткова Тетяна Олегівна       |
| 6 | вул. В. Чорновола, 251     | Кривко Любов Борисівна         |
| 7 | вул. П. Дорошенка, 20      | Рибкіна Ірина Владиславівна    |
| 8 | вул. 30-річчя Перемоги, 22 | Баленко Тетяна Валентинівна    |